# گوجره، پاکستان

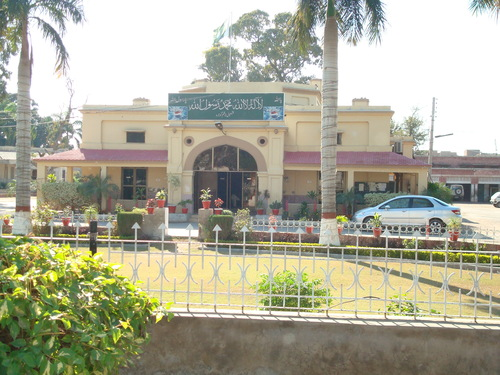
نمایی از ساختمان مدیریت مدنی در شهر گوجره

گوجره (به اردو: گوجرہ) شهری در ایالت پنجاب (پاکستان) کشور پاکستان است که در سرشماری سال ۲۰۰۶ میلادی، ۱۴۳٫۳۶۹ نفر جمعیت داشته است.